# Phidippus borealis
Phidippus borealis là một loài nhện trong họ Salticidae.
Loài này thuộc chi Phidippus. Phidippus borealis được Richard C. Banks miêu tả năm 1895.